# بوهیئونسان
بوهیئونسان (به لاتین: Bohyeonsan) یک کوه در کره جنوبی است که در یونگچئون واقع شده‌است. بوهیئونسان ۱٬۱۲۱ متر بالاتر از سطح دریا واقع شده‌است.